# 阿尔伯特·冯·门斯多夫-普伊-迪特里希施泰因
门斯多夫-普伊-迪特里希施泰因伯爵阿尔伯特·維克托·朱利葉斯·約瑟夫·米歇爾（德語：Albert Viktor Julius Joseph Michael Graf von Mensdorff-Pouilly-Dietrichstein，1861年9月5日—1945年6月15日），奥匈帝国伯爵、外交官。他在1904年至1914年期间担任奥匈帝国驻英国全权大使，任内爆发了第一次世界大战；1914年8月12日，英国对奥匈帝国宣战，门斯多夫伯爵因此撤館回国。